# 霍 (春秋)
霍（かく）は、西周・春秋時代に存在した諸侯国。国君は姫姓。現在の山西省臨汾市霍州市に位置する。
周の武王の時期に、弟の姫処が霍に封じられた（霍叔処）。これが霍の建国である。三監の乱後、霍叔処は平民となった。しかし、霍は存続し、霍叔処の子が継位した。
紀元前661年、晋によって滅亡した。晋の献公は霍の太山神を畏れていたため、霍公求に霍を再建国させた。紀元前622年、霍は晋によって完全に滅亡した。

## 歴代君主
- 霍叔処
- 霍侯舊（『穆天子伝』）
- 霍公求